# 呉白龍
呉白龍（オ・ベンニョン、 1913年 - 1984年）は、朝鮮民主主義人民共和国の軍人。1970年代初頭に、満州での抗日パルチザン活動の様相を記した手記『司令部をたずねていく途上で』を記した。長男は呉琴鉄（上将、空軍司令官・人民軍副総参謀長を歴任）、次男は呉鉄山（上将、海軍政治副司令官）。

## 生涯
1933年、延吉で抗日遊撃隊に入隊。1937年、東北抗日聯軍第1路軍第2軍第6師警衛連連長として普天堡の戦いに参加。日満軍警の討伐でソ連に退避するが、第88特別旅団に編入されずにソ連軍偵察部隊の要員として活動した。偵察・工作活動で成果を上げ、とくに朝鮮北部の有力人士を連れ帰る任務では、ソ連軍が連れ帰った人物の地位や職務の重要性に注目し、朝鮮国内の協力者として訓練させ、呉白龍は機密保持のため一時中央アジアの朝鮮人コルホーズに隔離された。1945年8月9日、ソ連軍の雄基上陸作戦に参加。1946年8月に保安幹部訓練大隊部創設に参与し、同年10月から鉄道保安隊軍事部隊長。1949年12月、38度線警備第1旅団長に就任。1950年6月25日、朝鮮戦争が勃発すると東海岸に侵攻した（国境会戦）。第1警備旅団が改変され、第8師団長。
1958年2月、中将進級と同時に内務省副相兼護衛総局局長。1968年7月、大将進級。
1984年4月6日、死亡。

## 略歴
- 1913年：朝鮮の咸鏡北道会寧市で誕生。
- 1933年：満州にて金日成の朝鮮人パルチザン部隊に参加。
- 1937年：第1路軍第2軍第6師警衛連連長。
- 1938年：東北抗日連軍第2方面軍警衛連連長。
- 1939年：東北抗日連軍第2方面軍第7団団長。
- 1940年：東北抗日聯軍第2方面軍第1中隊部長。
- 1942年：ソ連軍偵察要員。
- 1948年：朝鮮民主主義人民共和国成立。
- 1949年：内務省第1警備旅団長。
- 1950年：朝鮮戦争勃発。朝鮮人民軍第8師団長。
- 1951年：第6軍団第23陸戦旅団長[6]。
- 1953年：朝鮮人民軍第七軍団副軍団長に就任、少将に昇進。
- 1967年：民族保衛省の副相を担当、中将に昇進。
- 1969年：朝鮮労働党中央軍事委員会副委員長を担当、工農赤衛隊総司令にも就任。
- 1972年：中央人民委員会傘下の国防委員会副委員長を担当、大将に昇進。
- 1980年：朝鮮労働党中央政治局の委員に当選、軍事委員会委員を務める。

## 参考
- 佐々木春隆『朝鮮戦争/韓国篇 下巻 漢江線から休戦まで』原書房、1977年。 NCID BN01786326。
- 金賛汀『北朝鮮建国神話の崩壊 金日成と「特別狙撃旅団」』筑摩書房、2012年。ISBN 978-4-480-01542-6。
- “6·25戦争史 第2巻-北韓의 全面南侵과 初期防禦戰鬪” (PDF) (朝鮮語).   韓国国防部軍史編纂研究所. 2019年6月8日閲覧。
- 김선호 (2024). “북한의 38선 경비부대 창설과정과 제한전 구상”. 통일과 평화 (서울대학교 통일평화연구원) 16:  99-139.